# Imaginations Through the Looking Glass
Imaginations Through the Looking Glass je první hudební DVD německé powermetalové hudební skupiny Blind Guardian. Vydáno bylo v roce 2004 vydavatelstvím Virgin Records. Video záznam byl natočený na prvním ročníku vlastního festivalu skupiny, který byl pojmenován Blind Guardian Festival. Imaginations Through the Looking Glass obsahuje dvě DVD; jedno se záznamem celého vystoupení na festivalu a druhé s rozhovorem s kapelou a bonusovým materiálem včetně čtyř písní hraných na předchozím turné k albu A Night at the Opera (2002).

## Seznam skladeb
| DVD 1          | DVD 1                                | DVD 1  |
| Pořadí         | Název                                | Délka  |
| -------------- | ------------------------------------ | ------ |
| 1.             | War of Wrath                         | 1:07   |
| 2.             | Time Stands Still (At the Iron Hill) | 5:16   |
| 3.             | Banish from Sanctuary                | 6:00   |
| 4.             | Nightfall                            | 5:55   |
| 5.             | The Script for My Requiem            | 6:17   |
| 6.             | Valhalla                             | 8:21   |
| 7.             | A Past and Future Secret             | 4:11   |
| 8.             | Punishment Divine                    | 6:03   |
| 9.             | Mordred's Song                       | 5:48   |
| 10.            | The Last Candle                      | 7:36   |
| 11.            | Bright Eyes                          | 5:26   |
| 12.            | Lord of the Rings                    | 4:21   |
| 13.            | I'm Alive                            | 6:01   |
| 14.            | Another Holy War                     | 4:54   |
| 15.            | And Then There Was Silence           | 13:03  |
| 16.            | Somewhere Far Beyond                 | 8:57   |
| 17.            | The Bard's Song (In the Forest)      | 3:43   |
| 18.            | Imaginations from the Other Side     | 7:55   |
| 19.            | And the Story Ends                   | 6:15   |
| 20.            | Mirror Mirror                        | 5:23   |
| 21.            | Outro                                | 2:50   |
| Celková délka: | Celková délka:                       | 125:22 |

| DVD 2          | DVD 2                                                | DVD 2 |
| Pořadí         | Název                                                | Délka |
| -------------- | ---------------------------------------------------- | ----- |
| 1.             | Coburg Special – Making of "Blind Guardian Festival" | 39:40 |
| 2.             | Interview with Blind Guardian                        | 24:21 |
| 3.             | Majesty                                              | 8:08  |
| 4.             | Into the Storm                                       | 4:42  |
| 5.             | Welcome to Dying                                     | 4:49  |
| 6.             | Lost in the Twilight Hall                            | 6:54  |
| 7.             | Slideshow                                            | 4:45  |
| Celková délka: | Celková délka:                                       | 99:19 |

## Obsazení
- Hansi Kürsch – zpěv
- André Olbrich – kytary, doprovodný zpěv
- Marcus Siepen – kytary, doprovodný zpěv
- Thomas Stauch – bicí

Koncertní hudebníci
- Oliver Holzwarth – basová kytara
- Michael Schüren – klávesy, doprovodný zpěv